# Kreator
Kreator es una banda alemana de thrash metal formada en 1982, en Essen, pero se oficializó en 1984. Kreator, junto a sus compatriotas Tankard, Destruction y Sodom, son considerados como los cuatro grandes del thrash metal alemán.

## Historia
La banda se formó en el año 1982 gracias al crecimiento de la habilidad técnica y el talento de los integrantes de la misma. En 1985 lanzan su álbum debut titulado "Endless Pain", con el cual se dieron a conocer en Alemania y el resto de Europa. 
El tema “Flag of Hate” (Bandera de odio) se convirtió en el primer éxito de Kreator y la banda llegó en ese momento a ser una de las formaciones más prometedoras en los festivales de Metal en Europa.
En el año 1986 lanzaron el álbum Pleasure to Kill, que es considerado un clásico del thrash y una gran influencia en el death metal. No sería hasta 31 años después de su lanzamiento que Pleasure to Kill entró en las listas de álbumes alemanes.
Para 1987 salió al mercado su trabajo “Terrible Certainty” (Terrible certeza), el cual ha sido considerado por muchos como el mejor álbum de Kreator. Gracias a la entrada de su nuevo guitarrista Jörg Trzebiatowski, los arreglos fueron más complejos y los tiempos más variados. La popularidad de la banda continuó en crecimiento gracias al éxito del tema “Behind The Mirror” (Detrás del espejo). Los Kreator se las arreglaron para conseguir el tiempo y el dinero suficiente para grabar y publicar el mismo año su Extended Play (EP) “Out of the Dark… Into the Light” (Fuera de la oscuridad… Dentro la luz).
En 1988 Kreator firmó con un sello discográfico grande, Epic Records, el cual sería su representante en Estados Unidos. Su debut con este sello fue su álbum “Extreme Aggression” (Agresión extrema) el cual se convirtió en un éxito del Metal. Este álbum continúa con la fórmula de su trabajo anterior, “Terrible Certainty” pero a la vez muestra el progreso musical de la banda y gracias a la mejora en la producción, esta vez a cargo de Randy Burns, la banda finalmente obtuvo sus más importantes sencillos con videos promocionales, entre ellos el tema “Betrayer” (Traidor), logrando altas rotaciones en el MTV’s Headbangers Ball. La banda hizo su primera gira por Estados Unidos junto a Suicidal Tendencies, la cual magnificó aún más su popularidad fuera de Europa. También para la gira de este álbum Tritze abandonó la banda y Frank Blackfire que recientemente abandonaba Sodom fue reclutado para reemplazarlo.
En 1990, Kreator lanzó su trabajo “Coma of Souls” (Coma de Almas). Este álbum no recibió una acogida tan positiva como sus predecesores (muchos consideran que fue grabado con poco tiempo y es algo repetitivo), irónicamente hasta el día de hoy ha sido el disco de Kreator mejor vendido y de mejor distribución mundialmente y de igual manera obtuvo cierto reconocimiento gracias a temas como “People Of The Lie” (Gente de la Mentira). El mismo año Kreator lanzó al mercado su primer vídeo en formato VHS, titulado “Live in East Berlin”, el cual fue reeditado en 2008 en DVD y CD bajo el nombre "At the Pulse of Kapitulation".

### Los nuevos rumbos
Las cosas cambiaron en la década de los 90. Kreator decidió experimentar con otros estilos metaleros. El resultado de esto fue “Renewal” (Renovación) el cual se produjo junto a Scott Burns, quien para entonces era responsable por la mayoría del Death Metal salido de Tampa, Florida. Este álbum contiene influencias de sonidos del metal industrial y aunque alcanzaron a una audiencia nueva y más comercial, muchos de sus más fieles fanáticos acusaron a la banda de haberse “vendido” a la industria musical. Kreator, luego de ser reconocida como una excelente banda en vivo, sufrió de poca audiencia en sus presentaciones, debido al rechazo a sus influencias industriales.
Para esa época, la banda comenzó a tener serias dificultades. Luego de la gira del álbum “Renewal”, Rob Fioretti decidió retirarse de la agrupación cansado de las extensas giras y con el objetivo de dedicarse a su familia debido al nacimiento de su segundo hijo. Fue reemplazado por Andreas Herz.
En 1994 Jürgen 'Ventor' Reil también renunció, dejando a Mille Petrozza como el único miembro presente de la formación original. Para complicar aún más las cosas, el contrato con Epic Records les fue cancelado y sólo contaban con apoyo de Noise Records en Europa. Petrozza intentó rehacer la formación de la banda incluyendo a Joe Cangelosi como nuevo baterista, sin embargo, la precipitada salida de Hertz complicó de nuevo la situación.
No obstante, Kreator no se dio por vencido y, contratando a Christian Giesler como nuevo bajista, firmó con GUN Records y grabó en 1995 "Cause for Conflict” (Causa de conflicto). El sonido de éste álbum contiene claras influencias de Pantera y Machine Head, regresando a un sonido más agresivo que el de su trabajo anterior. Aunque este álbum fue agresivo, los tradicionales fans de Kreator lo criticaron por no tener el sonido característico de la banda. Cangelosi, a pesar de ser muy buen baterista, no captó el espíritu de Kreator y le dio otro sonido a la banda, lo cual se puede apreciar al escuchar a 'Ventor' tocar en vivo algunas de las canciones de ese álbum como por ejemplo "Lost". Posterior a la publicación de Cause for Conflict, 'Ventor' regresó a la banda.
En el año 1996 Kreator sacó al mercado un álbum compilatorio a través de su sello para ese momento, Noise Records. El resultado fue “Scenarios Of Violence” (Escenarios de violencia) el cual no sólo contiene una colección retrospectiva con temas remasterizados y digitalmente remezclados por Siggi Bemm y el mismo Mille Petrozza, sino igualmente dos temas nuevos y varios cortes inéditos en vivo, grabados en el Dynamo Club de Eindhoven, Holanda, en 1988.
La banda continuó experimentando con su sonido, grabando sus trabajos “Outcast” en 1997 y “Endorama” en 1999, dos álbumes en los que experimentaron con influencias de música Atmosférica, Goth y Ambient, sin embargo, mantenían sus ritmos y esencias compositivas del Metal. A partir del "Outcast" Kreator contó con la participación del guitarrista Tommy Vetterly, quien reemplazó a Frank 'Blackfire' Godzik. Godzik había dejado la banda para emprender nuevos rumbos musicales alejados del Metal.
Nuevamente en 1999, Kreator decidió hacer un compilado que contiene una selección de sus temas más exitosos durante la década de los 90, titulado “Voices Of Transgression - A 90's Retrospective” bajo su nuevo sello discográfico GUN Records. Esta colección de éxitos, compilada por Mille Petrozza, contiene tres cortes en vivo inéditos: "Inferno", "As We Watch the West" y una versión de "Lucretia (My Reflection)" (siendo ésta original de The Sisters Of Mercy)
Luego, en el año 2000, Kreator lanzó al mercado un sencillo en CD del tema “Chosen Few” (Los Pocos Elegidos), tema contenido originalmente en el álbum “Endorama”. Este Sencillo en CD contiene un nuevo tema inédito, “Children Of A Lesser God” (Niños de un dios inferior) al igual que los videoclips de los temas “Chosen Few” y “Endorama”.

### El regreso a las raíces
En el año 2001, el guitarrista Tommy Vetterli dejó la banda y en su reemplazo llegó Sami Yli-Sirniö. Kreator grabó y publicó su furioso álbum “Violent Revolution” (Revolución violenta ). Dicho álbum fue editado por Steamhammer Records, con el cual volvieron definitivamente a su característico sonido Thrash metal. Fue recibido con los brazos abiertos tanto por la crítica como por sus fanáticos de siempre. La gira que acompañó a este álbum fue extremadamente exitosa y le presentó un nuevo Kreator a una nueva y más joven generación de fanáticos del Metal.
Para el año 2003, la banda se encontraba de nuevo en la mejor forma y, aprovechando este impulso, lanzaron su primer y único CD doble en vivo titulado “Live Kreation”, el cual sale al mercado en conjunto con un DVD en vivo llamado “Live Kreation: Revisioned Glory”. También marcó la histórica gira junto a los otros dos pioneros del Thrash Metal alemán: Sodom y Destruction.
El año 2005 grabaron el álbum “Enemy of God” (Enemigo de Dios), el cual salió al mercado en enero de ese año. Recibido con gran expectativa, no defraudó de ninguna manera ni a sus antiguos, ni a sus nuevos fanáticos pues mantuvo la brutalidad y el talento del disco anterior, sin ser una repetición del mismo. Luego, en octubre de 2006, el disco fue reeditado con el título “Enemy of God: Revisited”, el cual contiene excelente material en vivo inédito grabado en el Festival Wacken, insertado como bonus tracks en el CD. Igualmente contiene un bonus DVD lleno de vídeo clips y cortes en vivo.
Cabe destacar que el 3 de junio de 2005, Kreator se presentó en vivo por primera vez en un país norteafricano, específicamente en Casablanca, Marruecos, en un festival llamado L’Boulevard. En 2008 la banda reeditó el concierto "Live in East Berlin" en versión DVD, el cual fue lanzado bajo el nombre de "At Pulse Of Kapitulation".
Finalmente, en enero de 2009, Kreator presentó su trabajo titulado "Hordes of Chaos" (Hordas de caos), el cual está compuesto por diez vertiginosos y agresivos temas que mantienen el equilibrio perfecto entre el estilo clásico de la banda, y un sonido actual y contemporáneo. El disco mantiene el continuo éxito de sus últimos álbumes.

### Hordes of Chaos Tour
Este nuevo álbum sirvió como soporte para una nueva gran gira mundial que los llevó por un buen número de países de Europa, Norteamérica, Centroamérica, Suramérica y Asia, a lo largo de todo el 2009 y parte de 2010. Durante una buena parte de la gira de 2009 compartieron escenario con la banda norteamericana Exodus.
Lamentablemente, el baterista Ventor no pudo participar en algunas fechas del tour por motivos personales, siendo reemplazado por el virtuoso baterista de sesión Marco Minnemann. Ventor estuvo fuera de las presentaciones en Rusia, Asia, Australia y Latinoamérica.
Luego se reincorporó a la banda y este verano se celebra el 25 aniversario de la agrupación. Cabe señalar que la música de Kreator ha sido utilizada para organizaciones como PETA, que actúan en defensa de la ecología y el reino animal.

### Phantom Antichrist y Gods of Violence
Phantom Antichrist es su decimotercer álbum de estudio, que fue lanzado al mercado en junio de 2012 a través de la compañía discográfica Nuclear Blast. La edición digipack incluye un DVD extra con documentales sobre la realización del álbum y un conjunto de actuaciones en vivo realizados en los festivales Wacken Open Air en 2008 y en 2011.
Phantom Antichrist probablemente sea una de sus mejores trabajos en estos últimos años de carrera musical, sin embargo teniendo claro que sus sonido es muy moderno no obstante es una mezcla de lo pasado con lo nuevo y las influencias características de los guitarristas.
Una versión limitada del álbum está disponible a través de la tienda de Nuclear Blast en línea, que viene en una caja metálica que contiene la versión CD + DVD del álbum, un disco en directo exclusivo llamado Harvesting The Grapes of Horror, como el que contiene el audio en vivo del DVD, una camiseta roja con el logotipo de la banda y el título del álbum, una tarjeta fotográfica firmada por Mille Petrozza, un cartel A1 de la portada del álbum, y un certificado de autenticidad numerado.
El título del álbum fue lanzado como una edición limitada del séptimo sencillo en vinilo, que se agotó muy rápidamente Desde entonces se ha lanzado digitalmente el lado B en una cubierta exclusiva de «The Number of The Beast», por Iron Maiden.
En 2017, Kreator ha lanzado al mercado su nuevo álbum titulado Gods of Violence. Este trabajo recibió críticas generalmente positivas, y fue su primer álbum en alcanzar el número uno en las listas alemanas.

## Miembros
| Miembros actuales - Miland 'Mille' Petrozza – voz, guitarra rítmica (1982-presente, fundador) - Jürgen 'Ventor' Reil – batería (1982-1994, 1996-presente, fundador) - Sami Yli-Sirniö – guitarra solista, coros (2001-presente) - Frédéric Leclercq – bajo, coros (2019-presente) | Miembros anteriores Guitarra solista - Michael Wulf – (1986) (ex-Sodom) - Jörg "Tritze" Trzebiatowski (1986-1989) - Frank "Blackfire" Gosdzik (1989-1996) ex-Sodom) - Tommy Vetterli (1996-2001) Bajo - Roberto "Rob" Fioretti – (1982-1992, fundador) - Andreas Herz – bass (1992-1994) - Christian 'Speesy' Giesler – bajo, coros (1994-2019) Batería - Joe Cangelosi – (1994-1996) |

## Discografía
- 1985: Endless Pain
- 1986: Pleasure to Kill
- 1987: Terrible Certainty
- 1989: Extreme Aggression
- 1990: Coma of Souls
- 1992: Renewal
- 1995: Cause for Conflict
- 1997: Outcast
- 1999: Endorama
- 2000: Voices of Transgression
- 2001: Violent Revolution
- 2005: Enemy of God
- 2009: Hordes of Chaos
- 2012: Phantom Antichrist
- 2017: Gods of Violence
- 2022: Hate Über Alles